# Club Deportivo Luis Ángel Firpo
Pour les articles homonymes, voir Firpo.
Maillots
Le Club Deportivo Luis Angel Firpo est un club de football salvadorien basé à Usulután.

## Historique
- 1923 : fondation du club

## Palmarès
- Coupe des vainqueurs de coupe de la CONCACAF
  - Finaliste : 1995

- Championnat du Salvador (10) 
  - Champion : 1989, 1991, 1992, 1993, 1998, 1999 (C), 2000 (C), 2007 (A), 2008 (C), 2013 (C)